# Cosmo Klein
Cosmo Klein (nacido Marcus Klein el 1 de noviembre de 1978, en Lippstadt) es un cantante y compositor alemán.

## Biografía
Cosmo Klein nació en Lippstadt pero se radicó en Dortmund, Alemania. A la edad de 10 años, el y sus padres se mudaron a Texas, donde expandió sus intereses en la música y comenzó a tocar guitarra. Tres años después, su familia regreso a casa, después de que el trabajo de su padre en El Paso terminara.
De regreso en Alemania, Cosmo decidió dejar la escuela antes de graduarse del bachilerato, y fundo su propia agencia de eventos Smartcorehotel. Por una afortunada coincidencia fue presentado a la cantante Sasha, quien ánimo a Klein a escribir su segundo álbum y lo ayudó a firmar un contrato con Warner Music.
Como resultado Cosmo realizó el debut de su álbum bilingüe This Is My Time en 2003. El CD contenía tres sencillos, incluyendo el hit en la radio alemana "All I Ever Need" y "Baby Don't Cry". Después de eso él se unió con la recién llegada Maya Saban en el dueto "Das Alles Ändert Nichts Daran". La canción logro colocarse en el número 11 en las listas de popularidad de Alemania y se convirtió en el mayor éxito de Klein a la fecha.
Después de meses de escribir y grabar el segundo álbum de Klein, Human (originalmente planeado para lanzarse en enero del 2006) fue finalmente lanzado en agosto del 2006. Se extraen de este álbum dos sencillos, "Nothing to Lose", y "I Love You". Además contribuyó con varios productores de música dance de renombre en producciones musicales tales como "A Beautiful Lie" y "My Belief" y "Feel Alive".

## Discografía

### Álbumes
- This Is My Time (2003)
- Human (2006)
- Let's Work – The Phunkguerilla & Cosmo Klein (2013)

### Sencillos
- 2003: "All I Ever Need"
- 2003: "Baby Don't Cry"
- 2004: "Addicted"
- 2005: "Das Alles Ändert Nichts Daran" (con Maya Saban)
- 2006: "Nothing to Lose"
- 2006: "I Love You"
- 2008: "Beautiful Lie" – KeeMo & Tim Royko feat. Cosmo Klein (Alphabet city/ Kontor)
- 2009: "Absolute Reality" – Reverse feat. Cosmo Klein
- 2010: "My Belief" – Syke n Sugarstarr feat. Cosmo Klein (WePlay Rec.)
- 2010: "Sexual Insanity" – Tim Royko feat. Cosmo Klein (Pacha Rec.)
- 2011: "Turn This World Around" – Richard Grey & Maboo Inc Feat. Cosmo Klein (Subliminal Rec.)
- 2011: "Feel Alive" – Jean Elan feat. Cosmo Klein (Weplay Rec.)
- 2011: "No Satisfaction" – Syke n Sugarstarr feat. Cosmo Klein
- 2011: Everlasting Now - Tim Royko feat. Cosmo Klein (RUN DBN)
- 2012: By Tonight – Cosmo Klein
- 2012: Gimme some love – Mark Bale feat. Cosmo Klein (Weplay Rec.)
- 2012: All About Us – Jean Elan & Cosmo Klein
- 2013: Pray Now ! - The Phunkguerilla & Cosmo Klein (Cosmopolytix)
- 2013: Too Good to Be True – The 8th Note & Nilson feat. Cosmo Klein
- 2013: Big City Nights – Cosmo Klein & Tim Royko (Cosmopolytix)
- 2014: Hopefully - Sebestian Serrano & Cosmo Klein (Tiger Rec.)
- 2014: Diggin For Gold - Cosmo Klein (Kittball Rec.)
- 2014: Back Home - MYNGA feat. Cosmo Klein (Sony/ Capitol/Universal)